# Никлас Родстрьом
Никлас Родстрьом (на шведски: Niklas Rådström) е шведски поет, писател и драматург.

## Биография
Никлас Родстрьом е роден на 12 април 1953 г. в
Той дебютира през 1975 г. с „Med tystnad närbesläktade dikter“ („Стихове, родствени с тишина“). Кариерата му на драматург започва през 1984 г. с пиесата „Hitlers barndom“ („Детството на Хитлер“).
През 1989 г. публикува първия си роман „Månen vet inte“ („Луната не знае“), отличен с наградата „Аниара“ за книга на годината. Творбата е първата от автобиографична трилогия, която включва и „Medan tiden tänker på annat“ („Докато времето си има друга работа“), която печели престижната награда „Огуст“ за най-добър шведски роман на 1992 г., като го утвърждава като важно присъствие на шведската литературна сцена. Последното заглавие от цикъла, „Spårvagn på Vintergatan“ („Трамвай до Млечния път“), е публикувано през 1996 година.
Написал е още множество романи, стихосбирки, пиеси, сценарии за филми, оперни либрета, текстове на песни и кантати.
Сред литературни награди, които е получавал Никлас Родстрьом, е „Доблауска присет“ за 2008 г., връчвана от Шведската академия. През 2019 г. е удостоен с „Йовралидсприсет“, учредена от шведския класик Вернер фон Хейденстам.
От 2012 г. до 2017 г. Родстрьом е професор във Висшето училище за кино, радио, телевизия и драма в Стокхолм, а от 2019 г. е професор по творческо писане в Университета „Линей“ в южна Швеция.

## Избрани произведения

### Романи
- 1976 – Vitnatt
- 1979 – Dikter kring Sandro della Quercias liv
- 1989 – Månen vet inte
- 1991 – Vänd ditt timglas
- 1992 – Medan tiden tänker på annat
- 1993 – Ängel bland skuggor
- 1995 – Vad du vill
- 1996 – Spårvagn på Vintergatan
- 1999 – Drivved från Arkadien
- 2007 – En handfull regn
- 2010 – Månens anförvant
- 2013 – Boken
- 2016 – En Marialegend

### Разкази
- 1983 – Landskap
- 1988 – Berättat om natten – och andra historier om spöken, skuggorna och månen

### Стихотворения и поеми
- 1975 – Med tystnad närbesläktade dikter (стихотворения)
- 1977 – Dikter och andetag (стихотворения)
- 1980 – Dikt inför Folkomröstningen om kärnkraft (поема)
- 1982 – Skuggan (стихотворения)
- 1987 – Det leva (стихотворения)
- 2020 – Då när jag var poet (стихотворения)

### Пиеси
- 1985 – Hitlers barndom (драма)
- 2002 – Kvartett (четири пиеси)
- 2006 – De onda, skådespel baserat på mordet på James Bulger (драма)

### Филмови сценарии
- 1986 – Bröderna Mozart
- 1988 – Livsfarlig film
- 1993 – Tala! Det är så mörkt
- 2003 – Eiffeltornet (även regi)
- 2003 – Swedenhielms
- 2008 – Maria Larssons eviga ögonblick
- 2012 – A Society

### Други
2011 – Stig, en bok om Stig Claesson (биография)